# 妙音寺 (江戸川区)
妙音寺（みょうおんじ）は、東京都江戸川区にある真言宗豊山派の寺院。

## 概要
1190年（建久元年）、秀栄によって開山された。『江戸名所図会』にも載る区内でも有数の古刹である。旧本山は青戸宝持院 。
長い歴史を有する古刹であるため、何度か廃寺の危機に遭っているが、その都度復興している。
境内には、薬師堂があり、春日仏師作の薬師如来立像がある。眼病を治すご利益があるとされ、村の長者の娘が眼病が治ったお礼に池にフナを放ったところ、全て片目になったという「片目のフナ」伝説がある。

## 文化財
- 木造阿弥陀三尊像 - 江戸川区指定有形文化財・彫刻、平成18年3月28日[5]
- 板碑・文永十年十一月銘 - 江戸川区指定有形文化財・歴史資料、昭和62年2月25日告示。現在は郷土資料室に保存。[6]

## 交通アクセス
- 一之江駅より徒歩11分（経路案内）。